# Winnebago (langue)
Pour les articles homonymes, voir Winnebago.
Le winnebago (autonyme hocą́k [hotʃãk]) est une langue amérindienne de la famille des langues siouanes du sous-groupe des langues siouanes de la vallée du Mississippi, parlée par les Winnebagos dans le centre du Wisconsin et dans l'Est du Nebraska.

## Phonologie

### Voyelles
|         | Antérieure                  | Centrale                    | Postérieure                 |
| ------- | --------------------------- | --------------------------- | --------------------------- |
| Fermée  | i [i] ii [iː] į [ĩ] įį [ĩː] |                             | u [u] uu [uː] ų [ũ] ųų [ũː] |
| Moyenne | e [e] ee [eː]               |                             | o [o] oo [oː]               |
| Ouverte |                             | a [a] aa [aː] ą [ã] ąą [ãː] |                             |

### Consonnes
|               |               | Bilabiale | Dentale | Palatale | Vélaire | Glottale |
| Occlusives    |               |           |         |          |         |          |
| ------------- | ------------- | --------- | ------- | -------- | ------- | -------- |
| Occlusives    | Aspirées      | p [pʰ]    |         |          | k [kʰ]  |          |
| Occlusives    | Glottales     | pʼ[pʼ]    | tʼ[tʼ]  |          | kʼ [kʼ] | ʔ [ʔ]    |
| Occlusives    | Sonores       | b [b]     | d [d]   |          | g [g]   |          |
| Fricative     | Sourde        |           | s [s]   | sh [ʃ]   | x [x]   | h [h]    |
| Fricative     | Glottales     |           | sʼ[sʼ]  | shʼ [ʃʼ] | xʼ [xʼ] |          |
| Fricative     | Sonores       |           | z [z]   | zh [ʒ]   | gh [ɣ]  |          |
| Affriquées    | Aspirées      |           |         | c [t͡ʃʰ]  |         |          |
| Affriquées    | Sourdes       |           |         | j [d͡ʒ]   |         |          |
| Nasales       | Nasales       | m [m]     | n [n]   |          |         |          |
| Semi-voyelles | Semi-voyelles | w [w]     |         | y [j]    |         |          |